# Cratere Wazata
Wazata  è un cratere sulla superficie di Venere.